# Jevgenia Ginzboerg
Jevgenia Semjonovna Ginzboerg (Russisch: Евгения Семёновна Гинзбург) (Moskou, 20 december 1904 – aldaar, 25 mei 1977) was een Russisch communiste, wetenschapper en schrijfster, vooral bekend om haar memoires.

## Leven
Ginzboerg werd geboren als dochter van een Joodse apothekersfamilie. Op jonge leeftijd verhuisde ze naar Kazan, studeerde daar Sociale wetenschappen en Pedagogiek aan de universiteit en werd later lerares. Ze huwde met Pawel Aksjonov, de toenmalige burgemeester van Kazan en werd lid van de Communistische partij. Ze kregen twee zonen, onder wie de latere schrijver Vasili Aksjonov (1932–2009).
In februari 1937 werd Ginzboerg samen met haar man uit de partij gestoten omdat ze in verbinding zouden staan met Trotzkisten. In juli van dat jaar werd ze gearresteerd en veroordeeld tot 10 jaar dwangarbeid (haar man tot 15 jaar). Ze maakte een lange odyssee langs gevangenissen, verbanningsoorden en werkkampen. Ze verbleef onder andere in het vrouwenkamp Alschir (Алжир) bij Karaganda. In dat kamp leerde ze Anton Walter kennen, die er als arts werkte en met wie ze later trouwde.
In 1949 werd Ginzboerg officieel vrijgelaten, maar ze moest nog wel in de Siberische Magadan-zone blijven werken. In 1950 werd ze opnieuw gearresteerd, naar de Kolyma verbannen en pas in 1953 (na Stalins dood) mocht ze terugkeren naar Moskou. In 1955 werd ze officieel gerehabiliteerd.

## Memoires
Terug in Moskou werkte Ginzboerg aan haar autobiografie De Raderen van de Willekeur (1966, Nederlandse vertaling 1967), welke in Rusland echter niet gepubliceerd mocht worden (ze verschenen er wel in Samizdat-uitgaven). In het Westen werden haar autobiografische werken echter een groot succes. Ze gelden nog steeds, samen met de memoires van Nadezjda Mandelstam, als de indrukwekkendste memoires over de verschrikkingen van de Stalintijd verschenen vóór de glasnost en geven een beeld van het lot van een individu tussen Stalins "raderen der willekeur", exemplarisch voor het lot van honderdduizenden in die tijd. "De meest absurde gevoelens hebben me verscheurd", schrijft Ginzboerg, "maar het voornaamste daarvan was verbazing. Zoiets was niet denkbaar, zoiets kon niet gebeuren".
De Raderen van de Willekeur werd in 2009 als Belgisch-Frans-Duits-Poolse productie verfilmd, onder de titel Within the Whirlwind, met Marleen Gorris als regisseur en Emily Watson in de hoofdrol.
Naast De Raderen van de Willekeur schreef Ginzboerg nog diverse andere romans en autobiografische werken, welke minder de aandacht trokken. Noemenswaard is het postuum verschenen De hemel van de Kolyma.
Ginzboerg bleef tot het einde van haar leven trouw aan het ware communistische ideaal. Ze stierf in 1977 te Moskou, op 72-jarige leeftijd.